# 威灵顿靴

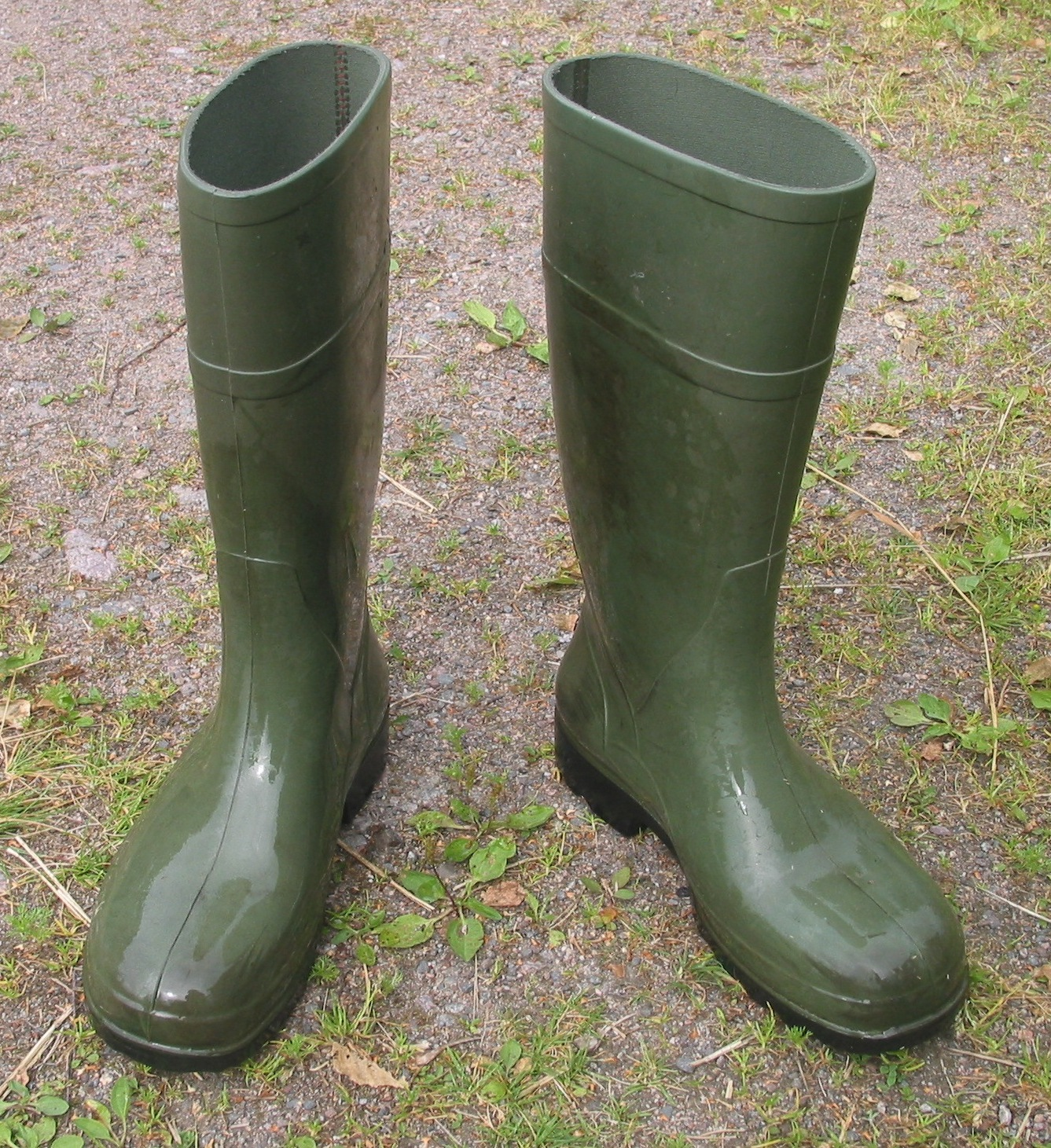
由聚氨酯製成的威灵顿靴

威灵顿靴又稱橡胶靴，是一種防水靴。威灵顿靴最初是一種改良自黑森靴的皮靴，自第一代威靈頓公爵阿瑟·韋爾斯利穿著後，威灵顿靴逐漸普及。19世紀初，許多英國貴族和中產階級會選擇穿威灵顿靴。後來，由天然橡胶製成的防水靴也被稱為威灵顿靴，現在任何人都會穿這種靴子，特別是在進行農業生產活動和戶外活動時，人們穿這種靴子的幾率會更大。2005年，凯特·摩丝穿着黑色威灵顿靴出现在格拉斯顿伯里音乐节後，威灵顿靴再度流行。